# Antônio Cândido Alvarenga
Dom Antônio Cândido Alvarenga (São Paulo, 22 de abril de 1836 — São Paulo, 1 de abril de 1903) foi um sacerdote, décimo oitavo bispo do Maranhão e décimo primeiro bispo de São Paulo. Foi Conde Romano.
Era filho de Tomé de Alvarenga e de Josefina Maria das Dores de Alvarenga, falecida em 22.03.1877.
Era um dos meninos do coro da catedral de São Paulo, quando, aos doze anos manifestou sua vocação sacerdotal. Estudou latim e Teologia, no  Seminário de Santo Inácio e da Maria Imaculada, unido à catedral por Dom Antônio Joaquim de Melo.

## Presbiterado
Foi ordenado por Dom Dom Antônio Joaquim de Melo, em Itu, a 25 de março de 1860.
Após a ordenação, foi nomeado para servir nas paróquias de Taubaté, Casa Branca e Mogi das Cruzes. Em 1870 recebeu assento, como cônego, nas estalas do cabido. Em 1877 elaborou os novos estatutos do Recolhimento de Santa Teresa. Foi abolicionista, apoiando todos os empreendimentos em favor deste movimento.

## Episcopado
Tendo sido indicado bispo do Maranhão por Dom Pedro II, Imperador de Brasil; a 21 de setembro de 1877, aos 41 anos, foi confirmado, por breve do Papa Pio IX.
Foi sagrado bispo, em São Paulo, no dia 31 de março de 1878, sendo sagrante principal Dom Lino Deodato Rodrigues de Carvalho.
Por vinte anos serviu ele a Igreja do Maranhão, até que a 28 de novembro de 1898 foi indicado para a Sé de São Paulo.
Já tendo a saúde debilitada, tomou posse a 25 de março de 1899, aos 63 anos.
Dom Antônio Cândido foi bispo de São Paulo até 1 de abril de 1903, quando veio a falecer, aos sessenta e sete anos.

## Brasão
- Descrição: Escudo eclesiástico. Em campo de blau um barco com três remos visíveis de argente, singrando num mar do mesmo ondado de blau; tendo em chefe uma estrela de cinco pontas, com resplendor, encimando o monograma da Virgem Maria, com as letras M e A sobrepostas, tudo de jalde. O escudo está assente em tarja branca. O conjunto pousado sobre uma cruz trevolada de ouro, com um coronel de Conde, entre uma mitra de prata adornada de ouro, à dextra, e de um báculo do mesmo, a senestra, para onde se acha voltado. O todo encimado pelo chapéu eclesiástico com seus cordões em cada flanco, terminados por seis borlas cada um, tudo de verde. Brocante sob a ponta da cruz um listel de blau com a legenda: RESPICE  STELLAM  VOCA  MARIAM de jalde.

- Interpretação: O escudo obedece às regras heráldicas para os eclesiásticos. O campo de blau (azul) representa o manto de Maria Santíssima e, heraldicamente, significa: justiça, serenidade, fortaleza, boa fama e nobreza. A barca simboliza a Igreja que vais singrando pelos mares bravios sob o comando de São Pedro e seus sucessores, sendo ainda símbolo de vitória e ânimo forte de quem resiste aos mais graves perigos e às adversidades da vida, sendo que, pelo seu metal argente (prata) simboliza a inocência, a castidade, a pureza e a eloqüência, virtudes essenciais num sacerdote. A Estrela e o Monograma lembram a Virgem Maria, “Estrela da manhã” e ”Aurora da Salvação” e, pelo seu metal jalde (ouro), simbolizam: nobreza, autoridade, premência, generosidade, ardor e descortínio. O lema: “Olha a Estrela e chama por Maria”, traduz a confiança e a devoção filial que o bispo devotava à Virgem Maria, colocando toda a sua vida sacerdotal sob a proteção da Mãe de Deus.

## Atividade e contribuições
Dom Antônio Cândido Alvarenga assumiu a São Paulo no auge da riqueza do café, sendo que a cidade e o Estado passavam por grandes transformações. Inúmeras cidade foram surgindo e com isto a necessidade de assistência espiritual também aumentava, o que causou grande preocupação em Dom Antônio. Em 1901, o bispo promoveu o Primeiro Congresso Diocesano de São Paulo, que procurava levar maior conhecimento cultural e religioso aos súditos diocesanos menos favorecidos.

## Ordenações episcopais
Dom Mateus foi o principal sagrante dos seguintes bispos:
- Dom Silvério Gomes Pimenta